# Crispy Park
Albums de Every Little Thing
Commonplace
(10 mars 2004) Door
(5 mars 2008)
Compilations par Every Little Thing
Acoustic : Latte
(2005) 14 Message
(2007)
Singles
1. Koibumi / Good Night
Sortie : 15 décembre 2004
2. Kimi no Te
Sortie : 26 octobre 2005
3. Azure Moon
Sortie : 15 mars 2006
4. Hi-Fi Message
Sortie : 14 juin 2006
5. Swimmy
Sortie : 30 août 2006

Crispy Park et le septième album original du groupe japonais Every Little Thing.

## Présentation
L'album sort le 9 août 2006 au Japon sur le label Avex Trax, deux ans et demi après le précédent album original du groupe, Commonplace (entre-temps est sorti son album de reprises acoustiques Acoustic : Latte). Il sort aussi dans une édition limitée avec une pochette différente incluant un DVD en supplément.
L'album atteint la première place du classement des ventes de l'Oricon, et reste classé pendant quinze semaines. C'est alors l'album original le moins vendu du groupe.
L'album contient onze chansons, écrites par la chanteuse, Kaori Mochida, et composées par divers auteurs extérieurs au groupe ; il contient en plus deux interludes instrumentaux composés par le guitariste, Ichirō Itō.
Cinq des chansons étaient déjà parues sur les quatre singles sortis depuis le précédent album : Koibumi / Good Night, Kimi no Te, Azure Moon, et Hi-Fi Message ; une sixième, Swimmy, sortira également en single trois semaines après l'album.
Une des nouvelles chansons de l'album, Ame no Naru Yoru, Shizuku wo Kimi ni, figurera aussi avec trois des chansons de singles sur la compilation de ballades du groupe 14 Message: Every Ballad Songs 2 qui sortira six mois plus tard.

## Liste des titres
Toutes les paroles sont écrites par Kaori Mochida.
| CD    | CD                                                              | CD                                         | CD    | CD | CD | CD | CD | CD | CD |
| No    | Titre                                                           | Musique / Arrangements                     | Durée |    |    |    |    |    |    |
| ----- | --------------------------------------------------------------- | ------------------------------------------ | ----- | -- | -- | -- | -- | -- | -- |
| 1.    | Hi-Fi Message (ハイファイ メッセージ ; 30e single)              | Hikari / Every Little Thing, Hikari        | 5:29  |    |    |    |    |    |    |
| 2.    | Swimmy (スイミー ; 31e single)                                  | Daichi Hayakawa / ELT, Yasunari Nakamura   | 4:57  |    |    |    |    |    |    |
| 3.    | Kazamachi Kokoro mo Yô (風待ち心もよう)                         | Hikari / ELT, Masafumi Hayashi             | 3:56  |    |    |    |    |    |    |
| 4.    | Ame no Naru Yoru, Shizuku wo Kimi ni (雨の鳴る夜、しずくを君に) | Kunio Tago / ELT, Tomoji Sogawa            | 5:03  |    |    |    |    |    |    |
| 5.    | Koibumi (恋文 ; du 27e single Koibumi / Good Night)             | Hikari / Every Little Thing, Hikari        | 4:59  |    |    |    |    |    |    |
| 6.    | Scarlet (スカーレット)                                          | Kaori Mochida / ELT, Akira Murata          | 5:48  |    |    |    |    |    |    |
| 7.    | Sweet Emergency (SWEET EMERGENCY ; instrumental)                | Ichirō Itō / Yasunari Nakamura, Ichirō Itō | 1:38  |    |    |    |    |    |    |
| 8.    | Asu no Kokoro (あすの心)                                        | Yuta Nakano / ELT, Yanagiman               | 4:59  |    |    |    |    |    |    |
| 9.    | Kimi no Te (きみの て ; 28e single)                             | Hikari / Every Little Thing, Hikari        | 4:48  |    |    |    |    |    |    |
| 10.   | Izure mo Romantic (いずれも Romantic)                           | Ichirō Itō / Yasunari Nakamura, Ichirō Itō | 3:16  |    |    |    |    |    |    |
| 11.   | Azure Moon (azure moon ; 29e single)                            | Hikari / Every Little Thing, Hikari        | 5:22  |    |    |    |    |    |    |
| 12.   | I Met You (I MET YOU ; Instrumental)                            | Ichirō Itō / Yasunari Nakamura, Ichirō Itō | 1:56  |    |    |    |    |    |    |
| 13.   | Good Night (good night ; du 27e single Koibumi / Good Night)    | Hikari / Ichirō Itō, Hikari                | 4:59  |    |    |    |    |    |    |
| 57:10 |                                                                 |                                            |       |    |    |    |    |    |    |

| 1. | Hi-fi Message Photo shoot off-shot (「ハイファイ メッセージ」Photo shoot off-shot) | Making of            |  |
| 2. | "Crispy Park" Photo shoot off-shot                                                 | Making of            |  |
| 3. | X'mas Acoustic Live (...) (Nostalgia - Water(s) - Soraai - Samidare - Ai no Uta)   | Interprétations live |  |